# 亞哈謝 (以色列)

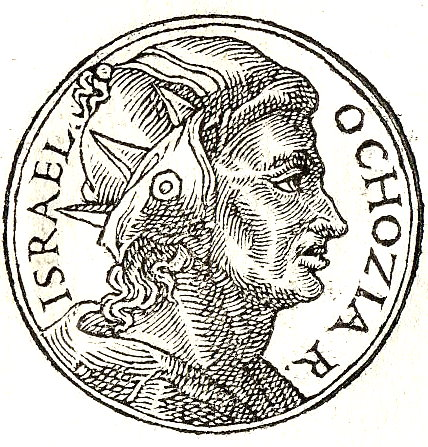

亞哈謝（希伯來語：‎，？—前852年）天主教譯為阿哈齊雅，是古代中東國家北以色列王國的第八任君主。他的父親是亞哈（《列王紀上》第22章第51节参）。

## 登年早期
亞哈謝在位的年期，目前歷史上有兩種講法：
1. 費毅榮（英语：Edwin R. Thiele）認為是從前852年到前851年；
2. 威廉·奧爾布賴特（英语：William F. Albright）認為是從前850年到前849年。

## 聖經相關章節
- 《列王紀上》第22章51節
- 《列王紀下》第1章18節